# Aurora Aranda
Aurora Aranda (Callao, 7 de abril de 1955) es una primera actriz, comediante y exmodelo peruana. Es más conocida por sus varios roles cómicos en Risas y salsa, Requetetulio, Las Mil y Una de Carlos Álvarez y por sus roles televisivos de Enriqueta en Taxista, ra ra, Carmen Palacios en 1000 oficios y Doris Mera en Al fondo hay sitio.

## Carrera
Aurora Aranda se inicia como modelo a los 16 años en el programa Ventana al hogar conducido por Linda Guzmán, por América Televisión. También forma parte del grupo "Histrión" y trabaja varias temporadas en la compañía de Teatro de Pepe Vilar. 
Posteriormente, debuta como actriz cómica en programas de televisión y en espectáculos de café-teatro.
En 1980, se integra al elenco principal del programa humorístico Risas y salsa por Panamericana Televisión. Entre sus personajes más destacados están "La Charapa" con Justo Espinoza, Alicia Andrade y Antonio Salim; "Carmencita" en el sketch "El Novio" con Adolfo Chuiman y "Margarita" en el sketch "Correo Sentimental" con Esmeralda Checa.
En 1982, trabaja con Tulio Loza en el programa RequeteTulio destacando en la secuencia "Tulito y Tatiana" durante tres temporadas.
En 1989, inicia su participación en el programa "Las mil y una de Carlos Alvarez" por Frecuencia Latina. En 1993, participa en el programa cómico El Enchufe por América Televisión.
En 1996, participa de la telenovela "La noche" de Iguana Producciones. En 1998, coprotagoniza la serie Taxista, ra ra junto a Adolfo Chuiman.
En 2001, protagoniza la serie Mil oficios como Carmen, de nuevo junto a Chuiman.
Luego de radicar varios años en Nueva York, Aranda regresa a Perú en 2011 e interpreta a "Marga" en la telenovela Corazón de fuego. 
Al siguiente año, en 2012, se suma al elenco principal de la serie televisiva Al fondo hay sitio, con el personaje de Doris Mera, la mamá de "La Gladys" (Kukuli Morante).
Actualmente, se encuentra alejada de la actuación.

## Filmografía

### Televisión

#### Programas
- Ventana al hogar (1970–1971) como Ella misma (Modelo).
- Teletón 2011: Unámonos para cambiar pena por alegría (2011) como Ella misma (Presentadora del Backstage).

#### Seriesy telenovelas
- Teatro como en el Teatro (1975–1979) como Varios Roles.
- La inconquistable Viviana Hortiguera (1971).
- Risas y Salsa (1980–1987; 1997–1999) como Ella misma (Actriz cómica), "La Charapa", Carmen "Carmencita", Margarita, Aurora "Aurorita", Modelo y Varios Roles.
- RequeteTulio (1982) como Ella misma (Actriz cómica), Tatiana y Varios Roles.
- Las mil y una de Carlos Álvarez (1989–1992; 1995–1996) como Ella misma (Actriz cómica), Modelo y Varios Roles.
- El Enchufe (1993–1994) como Ella misma (Actriz cómica), Modelo y Varios Roles.
- La Noche (1996-1997) telenovela de Iguana Producciones
- Taxista, ra ra o Taxista Ra Ra (1998–1999) como Enriqueta "Queta" de Ramírez.
- Mil Oficios o 1000 Oficios (2001–2004) como Carmen Palacios Gómez Div. de Roca.
- Amores como el nuestro (2006) como Amparo de Flores.
- Corazón de fuego (2011–2012) como Margarita "Marga" Julca.
- Al fondo hay sitio (2012; 2022 Foto en spot televisivo) como Doris Mera Vda. de Rengifo / "La Papagayo".
- Camino a la gloria (2013).

## Fotonovela
- Historia de amor (1976)[6]

## Teatro
- Al fondo hay sitio (2012) como Doris Mera.

#### Agrupaciones teatrales
- Grupo Histrion.